# ОШ „Младен Стојановић” Горњи Подградци
ОШ „Младен Стојановић” је једна од основних школа на подручју Града Градишка. Налази се у насељеном мјесту Горњи Подградци на адреси Горњи Подградци бб. Име је добила по Младену Стојановићу љекару, хуманисти и револуционару, учеснику Народноослободилачке борбе, једном од организатора устанка на Козари 1941. и народном хероју Југославије.

## Историјат
Народна српска школа, са три учионице, саграђена је и отворена 1927. године. Школске 1937/1938. имала је 239 ученика, а свако одјељење имало је свог учитеља. Све школе које су у то вријеме радиле на подручју Подградаца, биле су мјешовите, а од 1919. до 1941. државне. Послије Другог свјетског рата обновљен је рад у свим школама и називане
су народним основним школама. Школске 1956/1957. године школа у Горњим Подградцима постала је централна осмогодишња, а од 1961. носи назив ОШ "Младен Стојановић". Те године имала је 510 ученика. Број ђака стално се повећавао, па је 1971. саграђена нова школска зграда и спортска сала. Од 1975/1976. школа је радила у саставу Центра за основно образовање и ваcnитање, Градишка. Школу У Горњим Подградцима, са подручним одјељењима, 1991. похађала су 864 ученика, а школске 2015/2016. имала је 404 ученика, 42 наставника и три вјероучитеља православне вјеронауке. Школска библиотека обухватала је око 13.000 књига. у саставу централне школе радила је деветогодишња подручна школа у селу Врбашка (основана 1930) и четворогодишње у селима: Бистрица - заселак Горња Бистрица, Доњи Подградци (1925), Јабланица и Церовљани. Раније суу саставу централне школе радила и подручна одјељења у селима Бистрица - заселак Јелићи, Козара, Милошево Брдо, Совјак и Требовљани. Школа у Горњим Подградцима има спортске терене.